# 패션 디자인

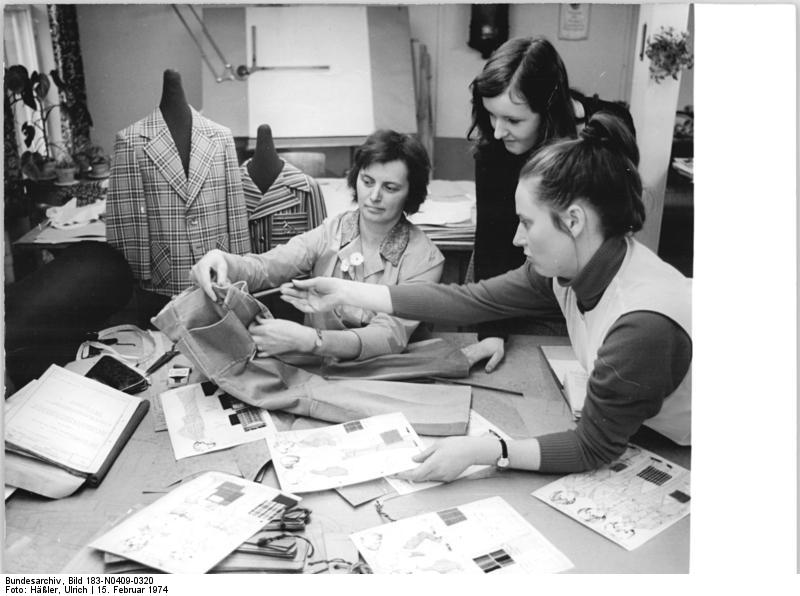
1974년 드레스덴에서, 패션디자이너

패션 디자인(fashion design)은 옷과 장신구에 관한 디자인 및 미학 응용 예술분야이다. 패션 디자인은 사회 문화적 영향을 받으며 시간과 장소에 따라 다양하다. 이러한 일을 하는 사람을 패션 디자이너(fashion designer)로 부른다. 패션 디자이너는 의상, 액세서리, 보석 디자인을 전문으로 할 수 있으며 이 분야 중 하나 이상에서 종사할 수 있다.

## 패션 디자이너
패션 디자이너는 반지, 팔찌, 목걸이, 귀걸이 등의 액세서리와 작품을 디자인할 때 다양한 방식으로 작업한다. 의류를 시장에 출시하는 데 시간이 걸리기 때문에 디자이너는 소비자의 욕구 변화를 예측해야 한다. 패션 디자이너는 모양, 색상, 원단, 트리밍 등을 포함하여 개별 의류의 룩을 만드는 일을 담당한다.
패션 디자이너는 기능적이면서 미적으로도 만족스러운 옷을 디자인하려고 노력한다. 이들은 의류를 착용할 대상과 착용 상황을 고려하며 다양한 소재, 색상, 패턴 및 스타일 내에서 작업한다. 일상복으로 입는 대부분의 옷은 좁은 범위의 기존 스타일에 속하지만, 이브닝 웨어나 파티 드레스와 같은 특별한 날에는 보통 특이한 의상을 찾는다.

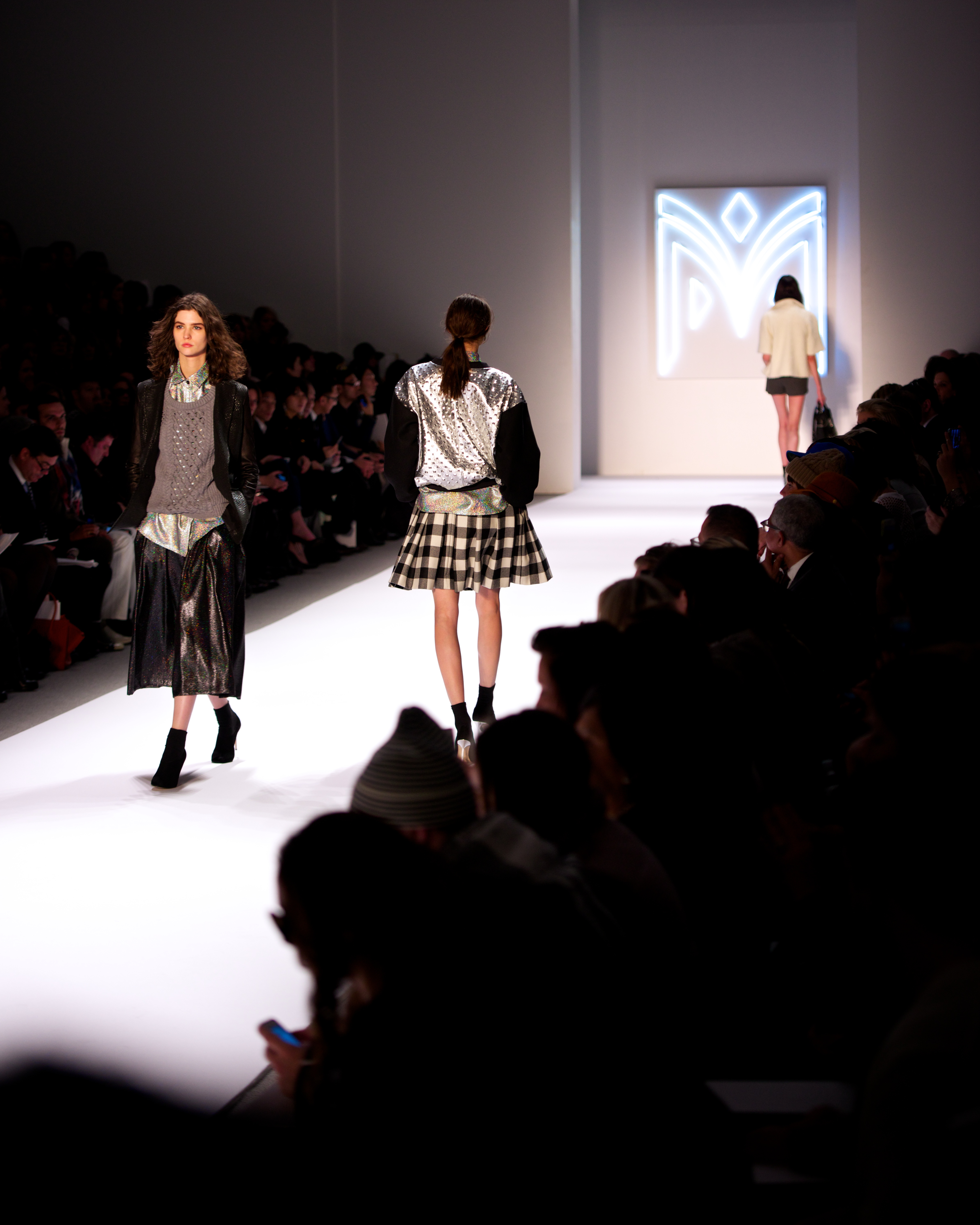
패션 디자이너는 일반적으로 모델 런웨이를 통해 자신의 작품을 선보이다.

어떤 옷들은 오트 쿠튀르나 맞춤 양복처럼 개인을 위해 특별히 제작되기도 한다. 오늘날 대부분의 의류는 대중 시장, 특히 기성복 또는 패스트 패션으로 알려진 캐주얼 및 일상복을 위해 디자인된다.

### 구조
패션 업계에는 한 패션 하우스에서 풀타임으로 일하는 디자이너와 프리랜서 디자이너로 구성된 다양한 업무 라인이 있다. 하나의 패션 하우스를 위해 풀타임으로 일하는 패션 디자이너들은 ‘인 하우스 디자이너들’라고도 불리는데, 디자인을 소유하며 혼자 일하거나 디자인 팀의 일원으로 일을 한다. 스스로 일하는 프리랜서 디자이너들은 패션 하우스나 샵, 의류 제조업체에 직접 디자인을 판매한다. 꽤 많은 디자이너들은 자신의 디자인을 완전히 컨트롤 할 수 있는 자신만의 레이블을 설립하는 것을 선택한다. 다른 사람들은 자영업자로서 개인 고객을 위해 디자인한다. 다른 고급 패션 디자이너는 전문점이나 고급 패션 백화점에 납품한다. 이 디자이너들은 기존 패션 트렌드를 따르는 의상 뿐만 아니라 독창적인 의상을 제작한다. 하지만 대부분의 패션디자이너들은 대중시장을 겨냥한 남성복, 여성복, 아동복 디자인을 제작하며 의류 제조업체에서 일을 한다. Abecrombie & Fitch, Justice, Juicy와 같이 '이름'이 있는 대형 디자이너 브랜드는 디자인 디렉터의 지휘 아래 개별 디자이너가 팀을 이루어 디자인할 가능성이 높다.

### 의류 디자인
패션 디자이너는 다양한 방식으로 작업하는데, 머릿속에서 비전을 그리는 것부터 시작해 종이나 컴퓨터로 그리는 사람도 있고, 어떤 이들은 마네킹이라고 알려진 드레스 형태에 직접 천을 입히는 작업을 하기도 한다. 디자인 과정은 디자이너에게 고유하며, 과정에 들어가는 다양한 단계를 보는 것은 오히려 흥미롭다. 디자이너는 일관된 디자인을 만들기 위해 그들의 생각을 확장하고 모든 아이디어를 서로 연결하는데 도움이 되는 특정 앱으로 작업하는 것을 선택한다. 디자이너가 toile(muslin)의 핏에 완전히 만족하면, 전문 패턴 제작자와 상의하여 카드 또는 컴퓨터 프로그램을 통해 완성된 작업용 패턴을 제작한다. 마지막으로 샘플 의상을 제작하고 모델에게 테스트하여 실제 사용 가능한 의상인지 확인한다. 패션 디자인은 표현력이 뛰어나며, 디자이너는 기능적이거나 비기능적인 예술을 창조한다.

## 역사

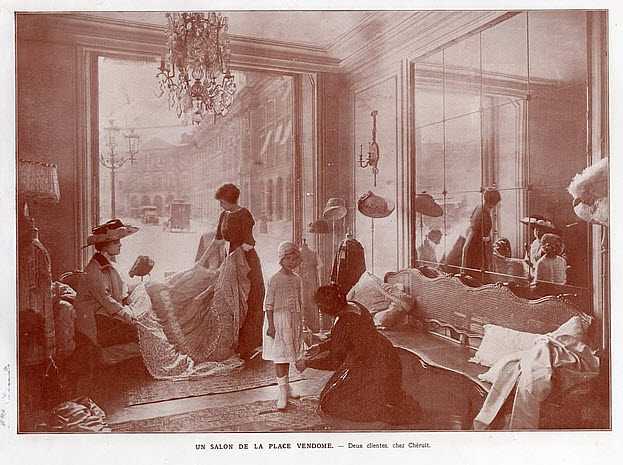
1910년 파리 Vendôme 광장의 Chéruit salon

메인 기사: History of fashion design
현대 서양 패션 디자인은 19세기 자신의 라벨을 옷에 새긴 최초의 디자이너인 찰스 프레데릭 워스로 시작되었다고 여겨진다. 전직 재단사였던 그가 파리에서 메종 쿠튀르(패션 하우스)를 설립하기 전에는 의류 디자인과 의상 제작은 익명의 재봉사들이 주로 담당했다. 그 시기에 하이패션은 왕실에서 주로 입는 의상에서 내려져왔다. 워스의 성공은 이전 양장점들이 그랬던 것처럼 고객이 원하는 대로 따라가는 것이 아니라 고객이 무엇을 입어야 하는지 직접 지시할 수 있었기 때문이다. '쿠튀리에'라는 용어는 사실 그를 묘사하기 위해 처음 만들어진 단어이다. 학계에서는 모든 시대의 의상을 의상 디자인으로 연구하지만, 1858년 이후 제작된 옷들만 패션 디자인으로 간주된다.
이 시기에 많은 디자인 하우스가 의상을 위한 디자인 스케치와 페인팅을 위해 아티스트들을 고용하기 시작했다. 제작에 곧바로 들어가는 대신, 고객에게 이미지를 보여주고 승인을 받도록 했고 이는 디자이너가 시간과 비용을 절약할 수 있도록 도와줬다. 만일 고객이 디자인을 마음에 들어하면, 고객들이 디자이너에게 의뢰해 패션하우스에서 고객을 위한 옷이 제작되었다. 이 디자이너-고객 구조는 모델에 완성된 디자인을 적용하는 대신 디자이너들이 자신의 작품을 스케치하는 방식으로 시작되었다.

## 패션의 종류
의류 제조업체에서 생산하는 의류는 크게 세 가지 유형으로 분류되지만, 이 외에도 여러 가지 유형으로 나눌 수 있다.

### 오트 쿠튀르
1950년대까지 패션 의류는 주로 주문 제작 또는 오트 쿠튀르(프랑스어로 고급 봉제를 뜻함)방식으로 디자인 및 제조되었으며, 각 의상은 특정 고객을 위해 제작되었다. 쿠튀르 의류는 개인 고객을 위해 주문 제작되며, 일반적으로 고품질의 값비싼 원단으로 제작되고 디테일과 마감에 세심한 주의를 기울여 봉제되며, 시간이 많이 걸리는 수작업 기법을 사용하는 경우가 많다. 재료 비용과 제작에 걸리는 시간보다 외관과 착용감이 우선시된다. 오트 쿠튀르는 각 의류의 원가가 높기 때문에, 패션하우스에 직접적인 수익은 없지만 명성과 홍보에는 중요하다.

### 기성복(프레타포르테)
기성복 또는 프레타포르테 의류는 오트 쿠튀르와 대중 시장의 교차점이다. 개인 고객을 위해 제작되지는 않았지만 원단 선택과 재단에 세심한 주의를 기울이다. 의류는 독점성을 보장하기 위해 소량으로 제작되기 때문에, 가격이 다소 비싸다. 기성복 컬렉션은 주로 패션위크라고 불리는 기간 동안 각 시즌마다 패션 하우스를 통해 공개된다. 이 행사는 도시 전체에서 진행되며 1년에 두 번 열린다. 패션위크의 주요 시즌은 봄/여름, 가을/겨울, 리조트, 수영 그리고 결혼을 포함한다.
하프웨이 의상은 기성복,"off-the-peg", 또는 프레타포르테 패션의 대안이 될 수 있다. 하프웨이 의상은 의도적으로 미완성된 의상으로, 의류의 "주요 디자이너"와 일반적으로 수동적인 '소비자'가 함께 디자인하도록 장려한다. 이는 소비자가 그들의 옷을 함께 디자인하고 제작하는 과정에 참여할 수 있다는 점에서 기성복 패션과 다르다. Make{able} 워크숍에서 허셔와 니니마키는 의류 제작 과정에 직접 참여하면 사용자에게 의미있는 '이야기'가 생성되어 개인과 상품 간의 애착이 생성되고 최종 상품의 감정적 가치를 높여준다는 사실을 발견했다.
오토 폰 부쉬는 그의 논문" 패션과 핵티비즘과 참여형 패션디자인" 에 있는 중간 의상과 패션 공동 디자인에 대해 탐구했다.

### 대중시장
메인 기사: Mass market
현재 패션 업계는 대중 시장 판매에 더 많이 의존하고 있다. 대중 시장은 다양한 고객층들 대상으로 하며, 패션계의 유명 브랜드가 설정한 트렌드에 따라 기성복을 생산한다. 그들은 종종 한 시즌 정도 기다렸다가 어떤 스타일이 유행할지 확인한 후 그들의 오리지널 룩을 제작하는 경우가 많습니다. 비용과 시간을 절약하기 위해 그들은 저렴한 원단과 기계로 쉽게 마무리할 수 있는 단순한 생산 기술을 쓴다.그래서 마지막 상품은 더 싸게 판매할 수 있다.
"더러운" 또는 " 미적으로 만족스럽지 않다"는 뜻의 독일어 '키치'에서 유래된 "쿠치"라고 불리는 디자인이 있다. 키치는 "더 이상 유행하지 않는 것을 입거나 전시하는 것" 을 의미하기도 한다.

## 소득
2023년 2월 기준 급여를 받는 패션 디자이너의 연봉 중간값은 74,410달러(한국 돈 약 1억)였다. 중간 50%는 평균 76,700 달러를 벌었다. 하위 10%는 32,320 달러, 상위 10%는 130,900 달러를 벌었다. 2008년 5월 연평균 소득은 52,860달러로 의류, 피스 상품, 노션이 가장 많은 패션 디자이너를 고용하는 산업이었다. 2016년 미국에서는 23,800명이 패션 디자이너로 집계되었다.

## 패션 산업

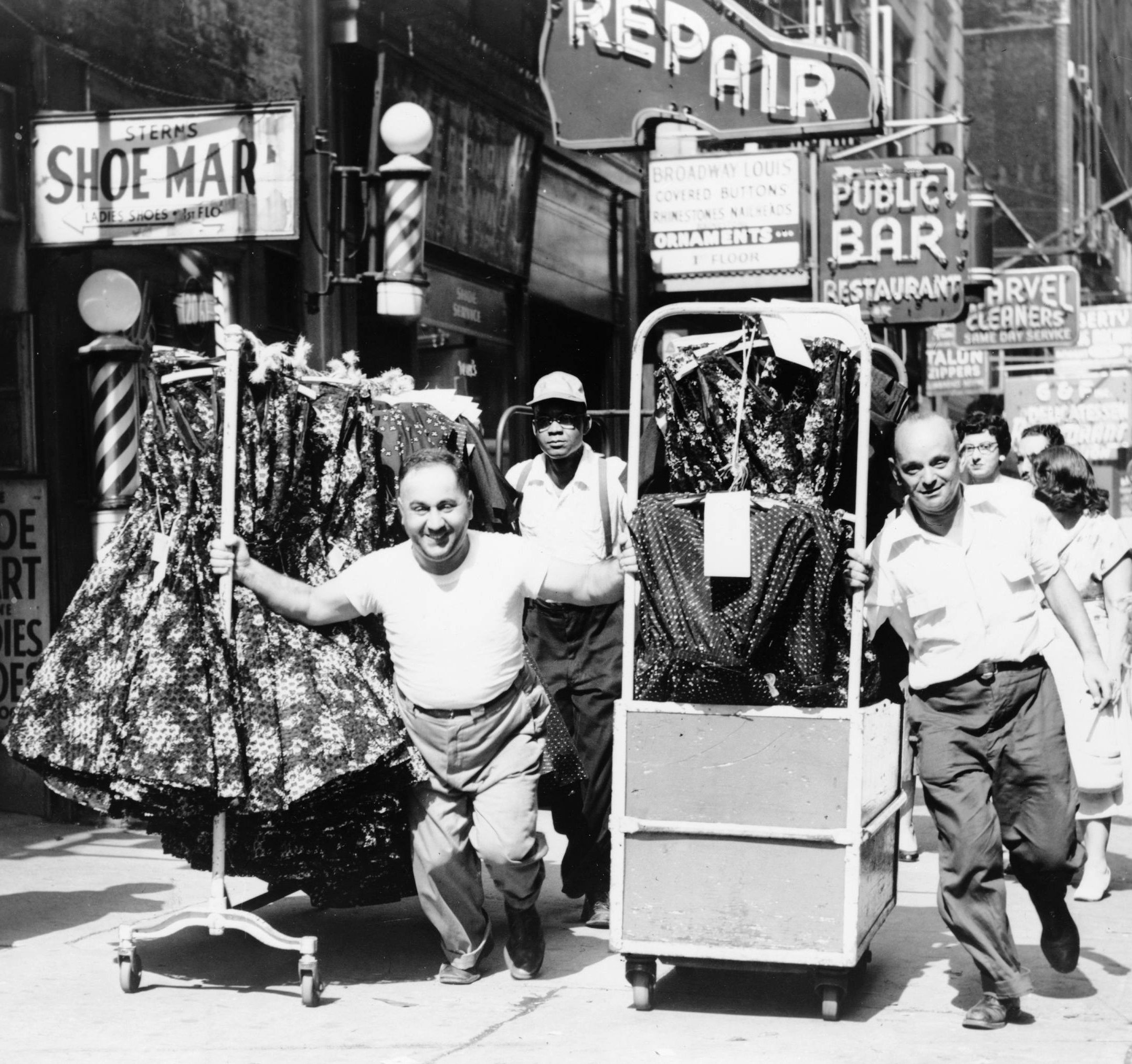
1955년 뉴욕 의복 구역에서 여성의류 카트를 끄는 남성들

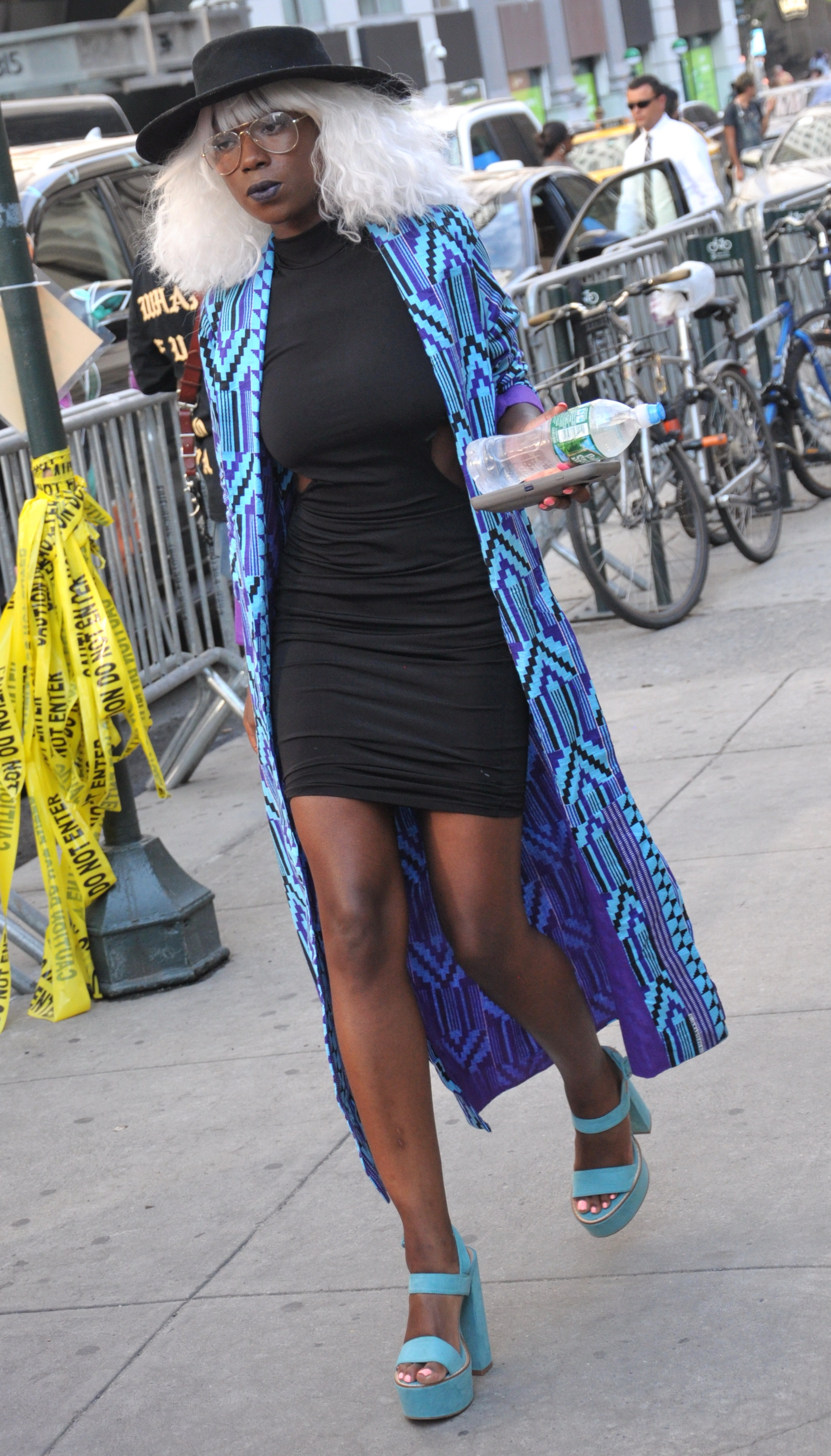
2016년 9월 뉴욕 패션위크

오늘날 패션은 글로벌 산업이며 대부분의 주요 국가에는 패션 산업이 있다. 7개 국가가 패션 분야에서 국제적인 명성을 쌓았다: 미국, 프랑스, 이탈리아, 영국, 일본, 독일, 벨기에. 패션 산업의 '빅 4' 패션 수도는 뉴욕, 파리, 밀라노, 런던이다.

### 미국
메인 기사: 미국의 패션
미국은 가장 크고, 가장 부유하며, 가장 다방면에 걸친 패션 산업의 본거지이다. 미국 대부분의 패션 하우스는 뉴욕에 있으며, 의복 구역(Garment District) 지역을 중심으로 밀집되어 있다. 미국 서부 해안에 로스앤젤레스의 패션 하우스의 수도 적지 않은데, 이곳은 미국 하이패션 의류의 상당 부분이 실제로 생산된다. 마이애미 또한 특히 수영복과 기타 해변 관련 패션과 관련하여 새로운 패션 중심지로 부상했다. 매년 2월과 9월에 반년 주기로 열리는 뉴욕 패션위크는 전 세계에서 열리는 4대 패션위크 중 가장 역사가 깊은 행사이다. 뉴욕 로어 맨해튼의 그리니치 빌리지에 위치한 파슨스 디자인 스쿨은 세계 최고의 패션 학교 중 하나로 꼽힌다. 미국에서 발행되어 전 세계 독자들에게 배포되는 수많은 패션 잡지가 있다. 보그, 하퍼스 바자, 코스모폴리탄 등이 그 예이다.
미국 패션 디자인은 인구의 엄청난 인종 다양성 때문에 매우 다양하지만, 깔끔하고 도시적이며 힙한 미학이 지배적이며 교외 및 도시 중산층의 운동과 건강에 민감한 라이프 스타일을 반영하여 캐주얼한 스타일을 선호하는 경우가 많다. 연례 행사인 맨해튼의 메트 갈라 행사는 세계에서 가장 권위있는 오트 쿠튀르 패션 행사로 널리 알려져 있으며, 패션 디자이너들과 그들의 작품을 축하하는 자리이기도 하다. 소셜 미디어는 패션이 자주 소개되는 곳이기도 합니다. 일부 인플루언서는 제품이나 의류 아이템을 홍보하기 위해 거액의 돈을 받고 있으며, 기업은 많은 사람들이 광고를 보고 해당 제품을 구매하기를 희망한다. 인스타그램이 광고에 가장 많이 사용되는 플랫폼이지만, 페이스북과 스냅챗, 트위터 및 다른 플랫폼들도 사용된다. 뉴욕에서는 LGBT 패션 디자인 커뮤니티가 패션트렌드를 전파하는 데 크게 기여하고, 드랙 연예인들은 뉴욕 패션위크에 큰 영향을 미쳤다.
유명한 미국 브랜드 및 디자이너로는 캘빈 클라인, 랄프로렌, 코치, 나이키, 반스, 마크 제이콥스, 타미 힐피커, DKNY, 톰 포드, 캐스웰-매시, 마이클 코어스, 리바이 스트라우스 앤 코, 에스티 로더, 레브론, 케이트 스페이드, 알렉산더 왕, 베라 왕, 빅토리아 시크릿, 티파니 앤 코, 컨버스, 오스카 드 라 렌타, 존 바바토스, 안나 수이, 프라발 구룽, 빌 블래스, 할스톤, 칼하트, 브룩스 브라더스, 스튜어트 와이츠먼, 다이앤 본 퍼스텐버그, 제이 크루, 아메리칸 이글 아웃피터스, 스티브 매든, 아베크롬비 앤 피치, 쥬시 쿠튀르, 톰 브라운, 게스, 슈프림, 팀버랜드 컴퍼니가 있다.

### 벨기에
1980년대 말과 1990년대 초, 벨기에 패션 디자이너들은 동양과 서양을 혼합한 새로운 패션 이미지를 선보이며, 패션에 대한 고도로 개별화된 개인적 비전을 제시했다. 잘 알려진 벨기에 디자이너는 Antwerp Six, Ann Demeulemeester, Dries Van Noten, Dirk Bikkembergs, Dirk Van Saene, Walter Van Beirendonck 그리고 Marina Yee, 더불어 Maison Martin Margiela, Raf Simons, Kris Van Assche, Bruno Pieters, Anthony Vaccarello가 있다.

### 영국
런던은 오랫동안 영국 패션 산업의 중심지였으며, 현대 영국 스타일과 결합된 다양한 외국 디자인이 존재한다. 전형적인 영국의 디자인은 스마트하면서도 혁신적이지만 최근에는 현대 기술과 전통 스타일을 융합하여 점점 더 파격적으로 변하고 있다. 빈티지 스타일은 영국의 패션과 스타일링 산업에서 중요한 역할을 한다. 스타일리스트는 정기적으로 예전의 것을 새로운 것으로 '믹스 & 매치' 하는데, 이는 영국 스타일을 독특하고 보헤미안적인 미학으로 만들어준다. 아일랜드 패션(디자인과 스타일링 모두)은 영국의 패션 트렌드에도 많은 영향을 받았다. 
유명한 영국 디자이너는 Thomas Burberry, Alfred Dunhill, Paul Smith, Vivienne Westwood, Stella McCartney, John Galliano, John Richmond, Alexander McQueen, Matthew Williamson, Gareth Pugh 그리고 Hussein Chalayan 등이 있다. 

### 프랑스
메인 기사: 프랑스 패션

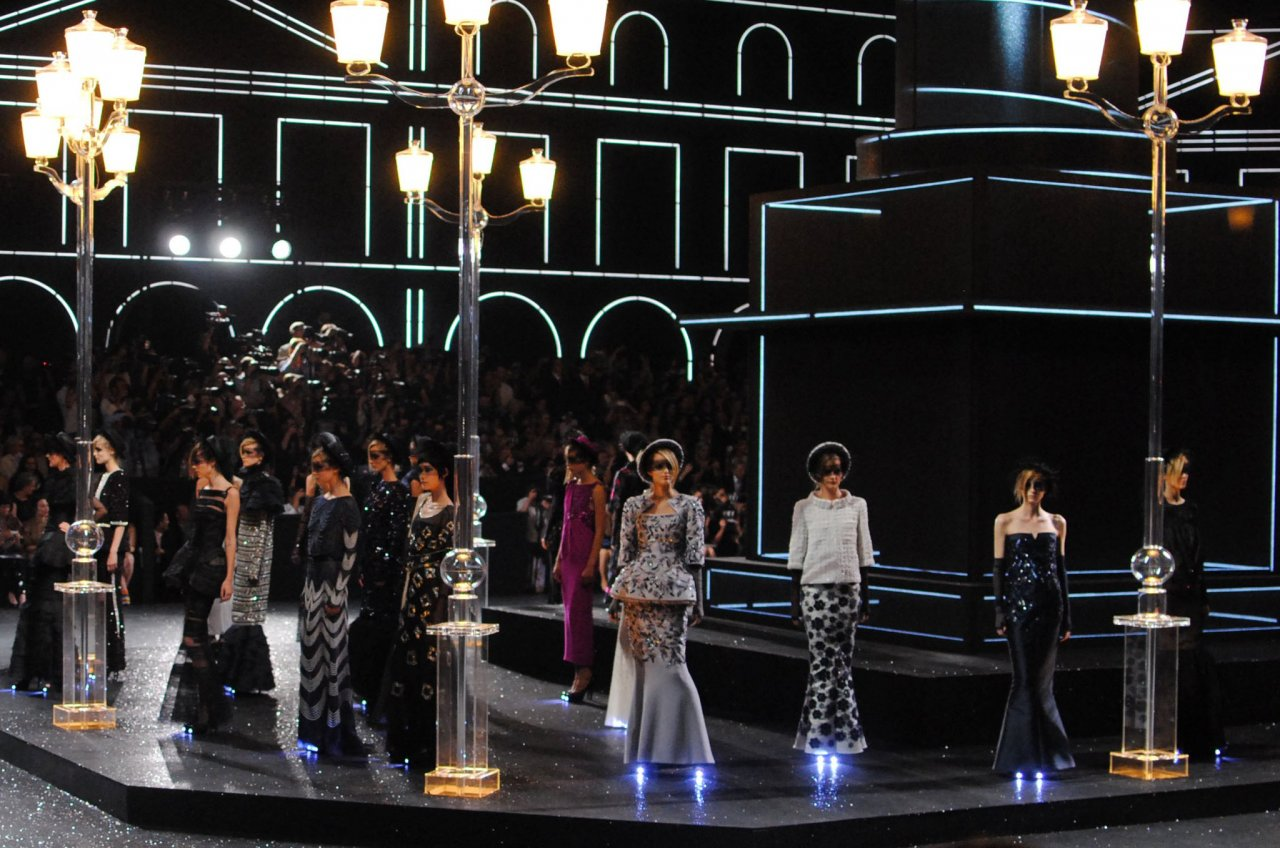
샤넬 오트 쿠튀르 2011-2012 가을-겨울 패션쇼

대부분의 프랑스 패션 하우스는 프랑스 패션의 수도인 파리에 있다. 전통적으로 프랑스 패션은 세련되고 스타일리시하며 정교함, 재단, 스마트한 액세서리로 정의된다. 프랑스 패션은 세계적으로 인정받고 있다.

### 스페인
마드리드와 바르셀로나는 스페인의 주요 패션 중심지이다. 스페인의 패션은 보수적이고 전통적이며 또한 다른 패션 문화보다 '유행을 타지 않는' 경우가 많다. 스페인 사람들은 옷을 입을 때 큰 위험을 감수하지 않는다. 그럼에도 불구하고, 많은 패션 브랜드와 디자이너가 스페인 출신이다.
가장 유명한 럭셔리 하우스는 Loewe 와 Balenciaga가 있다. 유명한 디자이너로는 Manolo Blahnik, Elio Berhanyer, Cristóbal Balenciaga, Paco Rabanne, Adolfo Domínguez, Manuel Pertegaz, Jesús del Pozo, Felipe Varela, 그리고 Agatha Ruiz de la Prada가 있다.
스페인은 또한 Zara, Massimo Dutti, Bershka, Pull&Bear, Mango, Desigual, Pepe Jeans, 그리고 Camper와 같은 대형 패션 브랜드의 본거지이다. 

### 독일
메인 기사: 독일 패션
베를린(베를린 패션 위크가 열리는)은 독일 패션의 중심지이며, 뒤셀도르프는 이게도와 함께 유럽 최대 규모의 패션 무역 박람회를 개최한다. 뮌헨, 함부르크, 쾰른이 그 밖의 중요한 패션 중심지이다. 독일 패션은 우아한 라인과 독특한 젊은 디자인, 다양한 스타일로 잘 알려져 있다.

### 인도
대부분의 인도 패션 하우스는 뭄바이에 있으며, 'Lakme Fashion Week'는 인도 최고의 패션 행사 중 하나로 꼽힌다.

### 이탈리아
메인 기사: 이탈리아 패션

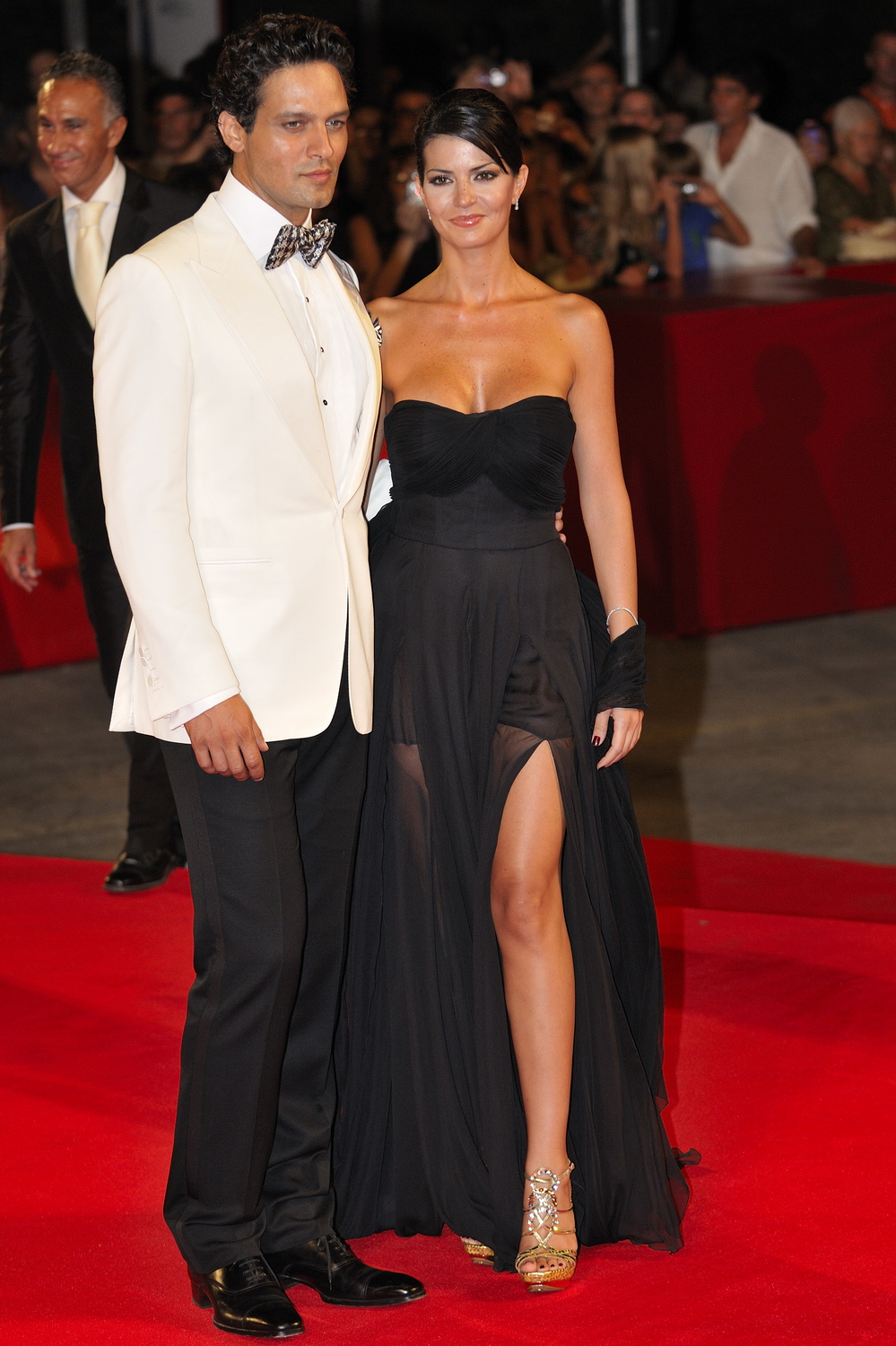
레드카펫 패션: 2009년 베네치아 국제 영화제에서 디자이너 정장을 입은 이탈리아 배우 가브리엘 가르코와 로라 토리시

밀라노는 이탈리아의 패션 수도이다. 대부분의 이탈리아의 오래된 디자이너들은 로마에 있다. 하지만, 밀라노와 피렌체가 이탈리아 패션의 중심지이며, 컬렉션을 위한 전시회가 열리는 곳이기도 하다. 이탈리아의 패션은 캐쥬얼하고 매혹적인 우아함을 지닌 특징이 있다. 이탈리아 밀라노 패션위크는 2월과 9월에 일주일에 두 번씩 열린다. 밀라노 패션위크는 패션 애호가, 구매자, 미디어와 함께 밀라노의 중심부에서 패션을 집중 조명하고 축하하는 행사이다.

### 일본
대부분의 일본 패션 하우스는 도쿄에 있다. 일본인의 룩은 느슨하고 구조화되어있지 않으며(대부분 복잡한 재단의 결과), 컬러는 칙칙하고 미묘하며 풍부한 질감의 직물을 선호한다. 유명한 일본 디자이너들은 Kenzo Takada, Issey Miyake, Yohji Yamamoto and Rei Kawakubo가 있다.

### 중국
홍콩 의류 브랜드 '상하이 탕'의 디자인 콘셉트는 중국 복식에서 영감을 받아 1920년대와 30년대 중국 패션에 21세기의 현대적인 감각과 밝은 색상을 사용하여 활력을 되찾고자 했다.

### 소련
메인 기사: 소비에트 연방의 패션
소비에트 연방의 패션은 대체로 서구 세계의 일반적인 트렌드를 따랐다. 하지만, 국가의 사회적 이데올로기가 지속적으로 이러한 트렌드를 완화하고 영향을 미쳤다. 또한 소비재 부족으로 일반�대중은 기성복에 쉽게 접근할 수 없었다.

### 스위스
대부분의 스위스 패션 하우스는 취리히에 있다. 스위스 룩은 캐주얼하면서도 우아하고 고급스러우며 약간의 기발함이 가미되어 있다. 또한 댄스 클럽 씬의 영향을 많이 받았다.

### 멕시코
멕시코 원주민 복장의 개발 과정에서 특정 지역에서 구할 수 있는 재료와 자원에 따라 제작이 결정되었으며, 이는 "사람들의 옷의 직물, 모양 및 구조"에 영향을 미쳤다. 직물은 면과 용설란을 포함한 식물 섬유로 만들어졌다. 어떤 원단을 착용하는가에 따라 클래스의 등급이 나뉘어졌다. 멕시코의 드레스는 기하학적 모양에서 영향을 받아 실루엣을 만들었다. "두 세개의 천을 세로로 꿰매어 만든 헐렁한 민소매 블라우스" 이 특징인 후이필 블라우스는 오늘날 종종 볼 수 있는 중요한 역사적 의복이다. 스페인 정복 이후 전통적인 멕시코 의상은 스페인과 닮은 모습으로 변화했다.
멕시코의 원주민 그룹은 다른 것과 차별화를 두기 위해 특별한 자수와 색상을 사용했다.
멕시칸 핑크는 멕시코 예술과 디자인, 그리고 일반적인 정신을 보여주는 대표적인 색상이다. 라몬 발디오세라에 의해 묘사된 "로사 멕시카노"라는 용어는 뉴욕의 돌로레스 델 리오와 디자이너 라본 발과 같은 저명한 사람들에 의해 형성되었다.
엘 임파르시알, 엘 문도 일루스트라도 등의 신문과 잡지가 멕시코에 배포되면서, 멕시코 시티와 같은 대도시에 유럽 패션을 알리는 큰 움직임이 되었다. 이는 백화점 설립을 촉진하여 기존 패션의 속도를 변화시켰다. 유럽 패션과 드레스를 접할 수 있었던 높은 사회 계층은 나머지 사람들과 자신을 구별시키기 위해 요소들을 채택하기 시작했다. 후아나 카타리나 로메로는 이 운동의 성공적인 기업가이자 선구자였다.

## 패션 디자인 용어
- 패션 디자이너는 선, 비율, 색상, 질감의 의류 조합을 구상한다. 재봉과 패턴 제작 기술은 도움이 되지만 성공적인 패션 디자인을 위한 전제 조건은 아니다. 대부분의 패션 디자이너는 정식 교육을 받거나 견습 과정을 거친다.
- 기술적인 디자이너는 디자인 팀과 해외 공장과 협력하여 올바른 의류 구조, 적절한 원단 선택 및 좋은 핏을 보장한다. 기술 디자이너는 의류 샘플을 핏 모델에 피팅하고 의류를 대량 생산하기 전에 어떤 핏과 구조를 변경할지 결정한다.
- 패턴 제작자(패션 마스터 또는 패션 재단사)는 의류 조각의 모양과 크기의 도안을 제작하는 사람을 뜻한다. 이 작업은 종이와 측정 도구를 활용하거나, CAD 컴퓨터 소프트웨어 프로그램을 통해 수동적으로 수행한다. 다른 방법은 원단을 드레스 폼에 그대로 덮는 것이다. 결과물인 패턴 조각은 요구된 사이즈와 의복의 의도된 디자인을 생산하기 위해 구성할 수 있다. 패턴 제작자로 일하기 위해서는 일반적으로 공식적인 교육이 요구된다.
- 재단사는 고객의 치수에 맞게 맞춤 디자인된 의류를 제작한다; 특히 정장(코트나 바지, 자켓, 치마 등)을 제작한다. 재단사는 주로 견습 과정이나 다른 공식적인 교육을 받는다.
- 옷감 디자이너는 옷과 가구를 위해 직물/천 무늬와 프린트를 디자인한다. 대부분의 옷감 디자이너는 견습생으로서, 혹은 학교에서 정식으로 교육을 받는다.
- 스타일리스트는 패션쇼 발표와 패션 사진에 쓰이는 옷, 주얼리, 액세서리를 코디하는 역할이다. 스타일리스트는 코디된 의상을 디자인 하기 위해 개별 고객과 함께 일하기도 한다. 많은 스타일리스트는 패션 디자인, 패션의 역사, 역사적 의복에 대한 교육을 받았으며, 현재 패션 시장과 미래 시장 트렌드에 높은 수준의 전문성을 지니고 있다. 하지만 일부는 단순히 미적 감각이 뛰어나 멋진 룩을 연출하는데 능숙한다.
- 패션 바이어는 소매점, 백화점, 체인점에서 판매되는 다양한 의류를 선택하여 구매한다. 대부분의 패션 바이어들은 비즈니스나 패션 관련 학문을 전공한 사람들인다.
- 재봉사는 의류 매장이나 공장에서 재봉틀 작업자로서 기성복이나 대량 생산된 옷을 손이나 재봉틀을 사용하여 재단한다. 그는 의복을 만드는 기술(디자인이나 재단) 혹은 모델에 맞출 수 있는 기술은 없을 수도 있다.
- 드레스메이커는 맞춤 여성 옷을 전문으로 제작하는 사람이다: 데이, 칵테일, 이브닝 드레스, 비즈니스 복과 정장, 바지, 스포츠 의류, 란제리 등
- 패션 예측가는 의류가 상점에서 판매되기 전에  어떤 색상, 스타일, 모양이 유행할지("트렌드") 예측한다.
- 모델은 패션쇼나 사진촬영에서 옷을 입거나 보여주는 역할을 한다.
- 핏 모델은 옷 제작 전 단계와 디자인 단계에서 옷들을 입고 착용감에 대한 의견을 제시하면서 패션디자이너들을 돕는다. 이를 위해 핏 모델은 특정 사이즈여야 한다.
- 패션 저널리스트는 잡지나 신문에 소개된 의상이나 패션 트렌드를 설명하는 패션 기사를 작성한다.
- 패션 사진가는 잡지나 광고 대행사를 위해 모델및 스타일리스트와 함께 의류와 기타 패션 아이템에 대한 사진을 제작한다.[24]

## 같이 보기
- 패션
- 런웨이
- 패션
- 패션쇼
- 패션 디자인 저작권(영어판)
- 서양 패션의 역사(영어판)
- 패션 디자이너 목록(영어판)
- 패션 교육 프로그램 목록(영어판)
- 패션 주제 목록(영어판)
- 해체 패션(영어판)
- 지속 가능한 패션(영어판)
- 섬유 디자인(영어판)
- 서양식 드레스 코드(영어판)